# Spessartin

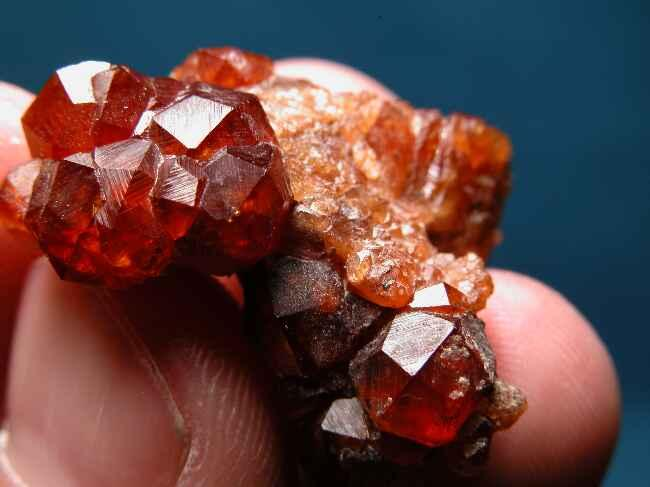
Spessartin kristályok.

A spessartin  (mangán-alumínium-nezoszilikát) a IV. szilikátok ásványosztályon belül az önálló gránátcsoport ásvány együttesébe tartozik. Néhány esetben magnéziumot és vasat is tartalmaz. Szabályos kristályrendszerben dodekaéderes és tetraéderes formában jelenik meg. Színe a megvilágosítástól függően változik, ezért a kevés számú színváltó ásványok közé sorolják. Ez főként a pirop-spessartin elegykristályokra jellemző, ezek természetes fényben zöldes-kékek, míg mesterséges fényben sötétpirosak vagy bíborszínűek, de fluoreszenciájuk nincs. Kifejlett kristálya keresett ékszerkő, ritka drágakőnek minősül. Gyakran elegykristályt alkot almandin és hessonit társaságában is.

## Nevének eredete
Nevét az első lelőhelyéről, a németországi Spessart-hegységről kapta.

## Kémiai és fizikai tulajdonságai
- Képlete: Mn32+Al2(SiO4)3
- Szimmetriája: szabályos kristályrendszerben, több tengely- és lapszimmetriája létezik.
- Sűrűsége: 4,12–4,2 g/cm³.
- Keménysége: 7,0–7,5  nagyon kemény ásvány (a Mohs-féle keménységi skála szerint).
- Hasadása: nem hasítható.
- Törése:  könnyen, kagylósan törik.
- Fénye: gyémánt vagy üvegfényű.
- Színe: narancssárga, jácintpiros (ennek neve: partschin), ibolyaszínű vagy barnáspiros.
- Átlátszósága:  átlátszó vagy áttetsző.
- Jellemző összetétele:
- Mangán (Mn) =33,3%
- Alumínium (Al) =10,9%
- Szilícium (Si) =17,0%
- Oxigén (O) =38,8%

## Keletkezése
A spessartin gránithoz kötődően, pegmatitokban vagy csillámpalákban keletkezik. Más magmás kőzetekben mangán-szilikátokkal együtt kontakt metamorf formában keletkezik. Szerpentinekhez és különféle gyűrt palákhoz kapcsolódik igen magas nyomás alatt kialakulva. Zárványai szabálytalan üregekben megjelenő gázok vagy folyadékok lehetnek. 
Hasonló ásványok: az almandin, hessonit és a spinell.

## Előfordulásai
Madagaszkár egyes vidékein található narancssárga változatát mandarin gránátnak nevezik. Megtalálható Németországban Spessart környékén, Norvégia (ahol színváltó példányait is találták) és Románia területén. Oroszországban az Urál-hegységben. Előfordulásai vannak az Egyesült Államokban Colorado és Kalifornia szövetségi államokban. Brazíliában Minas Gerais vidékén. Izrael területén, Tanzániában, Észak-Burmában és Ausztráliában is megtalálható. Egyes előfordulási helyein piralspitnek, erinitnek is nevezik